# Zagoué
Zagoué  è una città e sottoprefettura della Costa d'Avorio appartenente al dipartimento di Man. Conta una popolazione di 5 410 abitanti (censimento 2014).